# Anna Wielgucka
Anna Wielgucka (ur. 23 stycznia 1980 w Warszawie) – polska aktorka.
Absolwentka Ogniska Teatralnego przy Teatrze Ochoty w Warszawie. Po raz pierwszy pojawiła się w 1996 w serialu telewizyjnym Bar Atlantic w roli Klaudii, w tym samym roku zagrała jedną z głównych ról w filmie Andrzeja Wajdy Panna Nikt. Próbowała dostać się do szkoły teatralnej, nie udało jej się to jednak. Okazyjnie występuje w filmach i serialach, m.in. W krainie Władcy Smoków i Złotopolscy oraz w filmie Pan Bruno (2004).

## Nagrody
- Nagroda na MFF w Berlinie Specjalne uznanie: 1997 Panna Nikt